# Cloisonné (aardewerk)

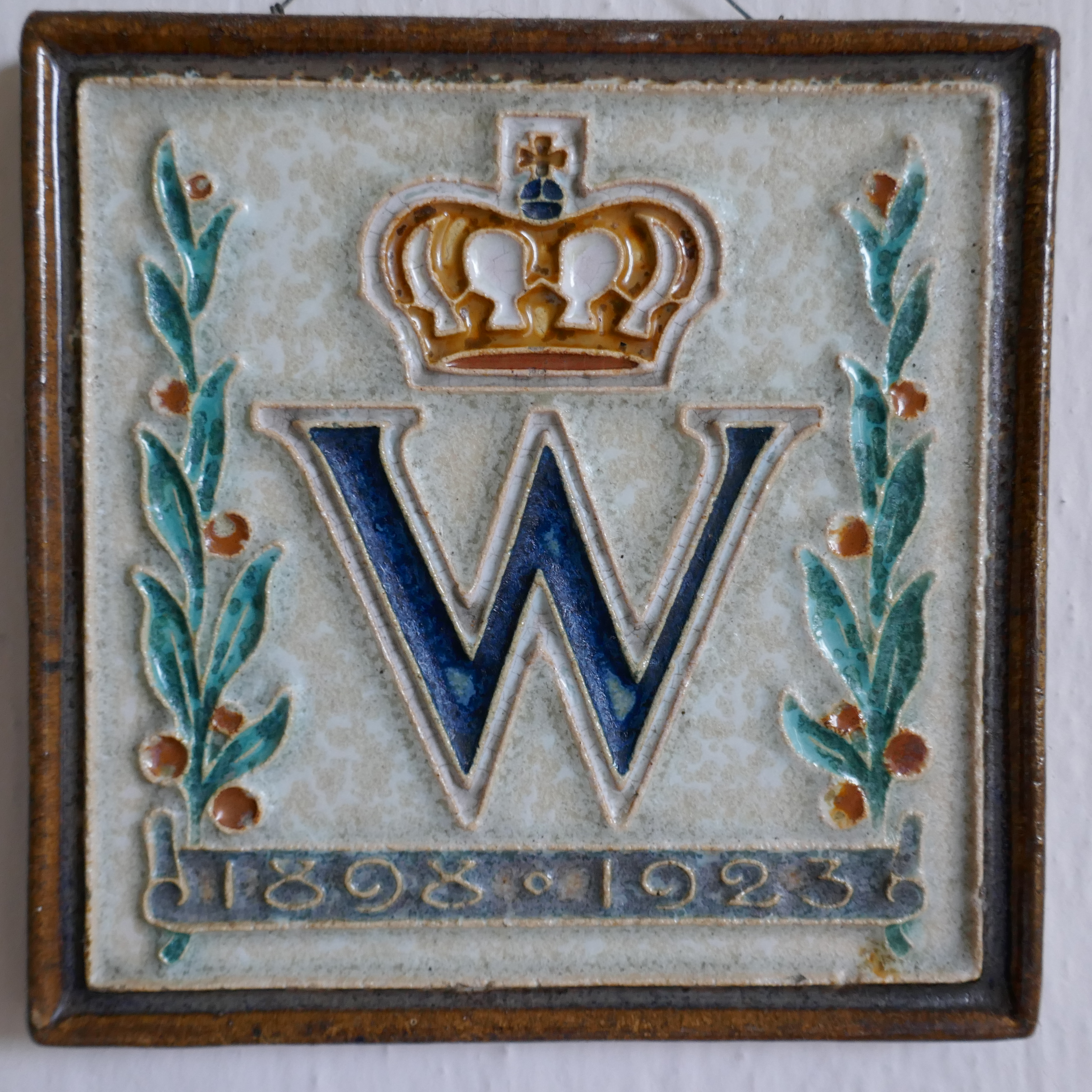
Een cloisonné-tegel van De Porceleyne Fles uit 1923

Cloisonné is een glazuurtechniek voor het aanbrengen van gekleurde vlakken van een motief
op metaal of keramiek (aardewerk, steengoed en porselein). De naam komt van het Franse woord cloison wat "tussenschot" of "tussenwand" betekent. Terwijl bij metaal voor de tussenschotten metalen draden of strips worden gebruikt (zie email cloisonné) zijn bij keramiek de begrenzingen tussen de verschillende kleurvlakken als kleiribbels uitgevoerd.

## Cloisonné-techniek bij keramiek
De kleiribbels kunnen op verschillende manieren op een werkstuk worden aangebracht. Bij driedimensionale objecten worden de kleiribbels meestal met een ballonspuit op het ongebakken werkstuk gespoten. Bij tweedimensionale objecten zoals bijvoorbeeld tegels kan een mal van gips of een linoleumsnede van het motief worden gemaakt, die daarna in de natte klei wordt gedrukt. Na het drogen en de eerste bakgang, de zogenoemde biscuitbrand, worden de vlakken met glazuur ingekleurd. Daarna wordt het werkstuk nogmaals bij een hogere temperatuur gebakken, de zogenoemde glazuurbrand. De ribbels verhinderen dat de verschillende kleuren glazuur in elkaar vloeien.

## Cloisonné-tegels
De cloisonné-techniek wordt voornamelijk bij het vervaardigen van tegels toegepast, omdat hier de herhaling van motieven eenvoudig is. In Nederland zijn vooral de cloisonné-tegels van de aardewerkfabriek De Porceleyne Fles en van de faience- en tegelfabriek Westraven bekend, die van 1907 tot 1977 in Delft, respectievelijk vanaf 1923 tot 1965 in Utrecht werden geproduceerd. Een voorbeeld is het in cloisonné-techniek uitgevoerde tegeltableau vogels en vissen van Maurits Escher, dat aan de gevel van een huis in de Dirk Schäferstraat in Amsterdam is aangebracht. Een proefveld hiervan wordt in het Nederlands Tegelmuseum in Otterlo getoond.
Cloisonné-tegels worden ook wel lijnreliëf-tegels genoemd. Vergelijkbare tegels werden al veel vroeger in Spanje gemaakt waar ze azulejos de cuenca y arista (tegels met bekken en rand) of simpelweg azulejos de arista worden genoemd. De eerste productiecentra in Spanje in de vijftiende en zestiende eeuw bevonden zich in de steden Sevilla, Toledo en Muel.

## Afbeeldingen

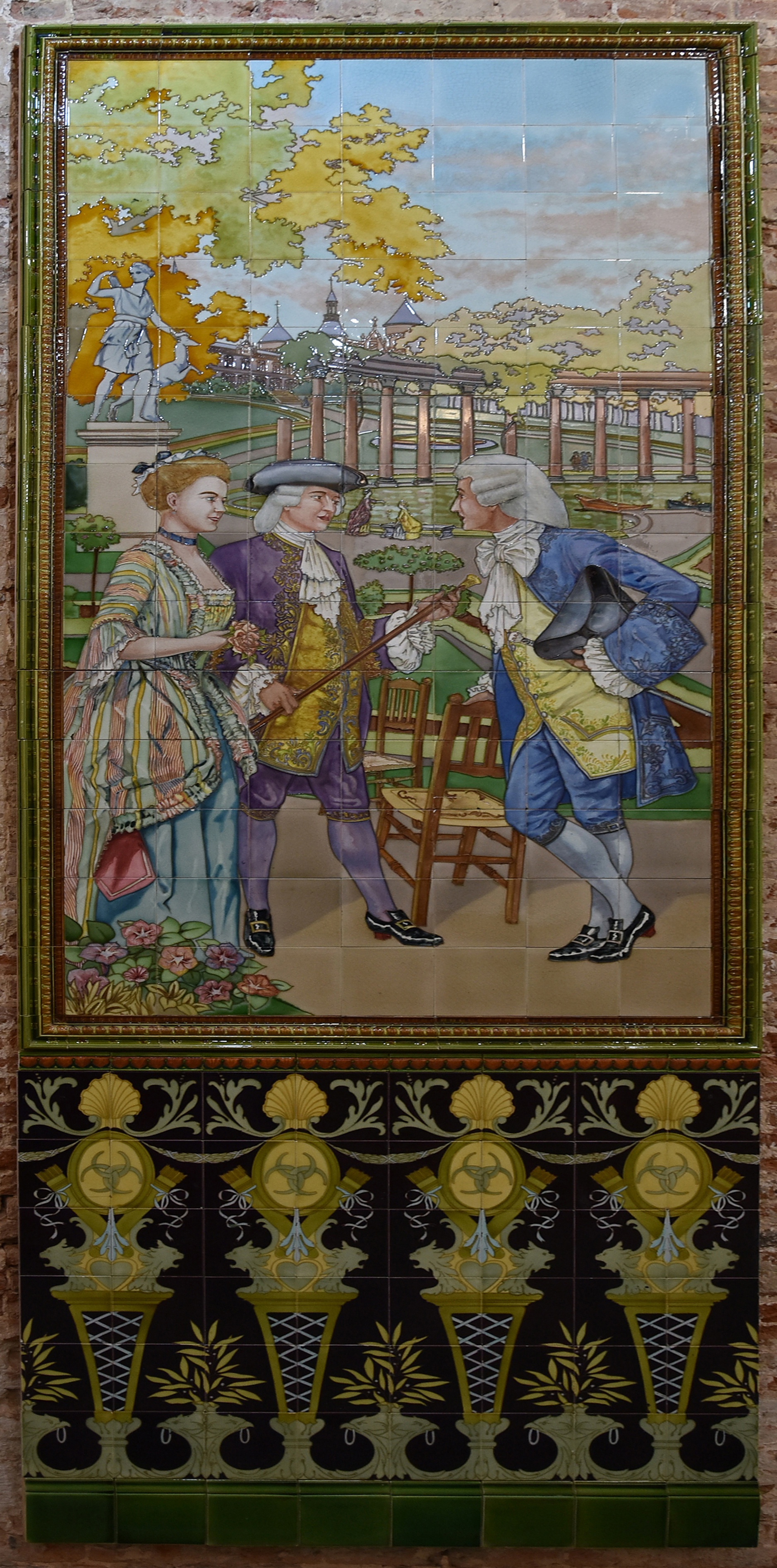
Het park - Gilliot & Roelants Tegelmuseum te Hemiksem
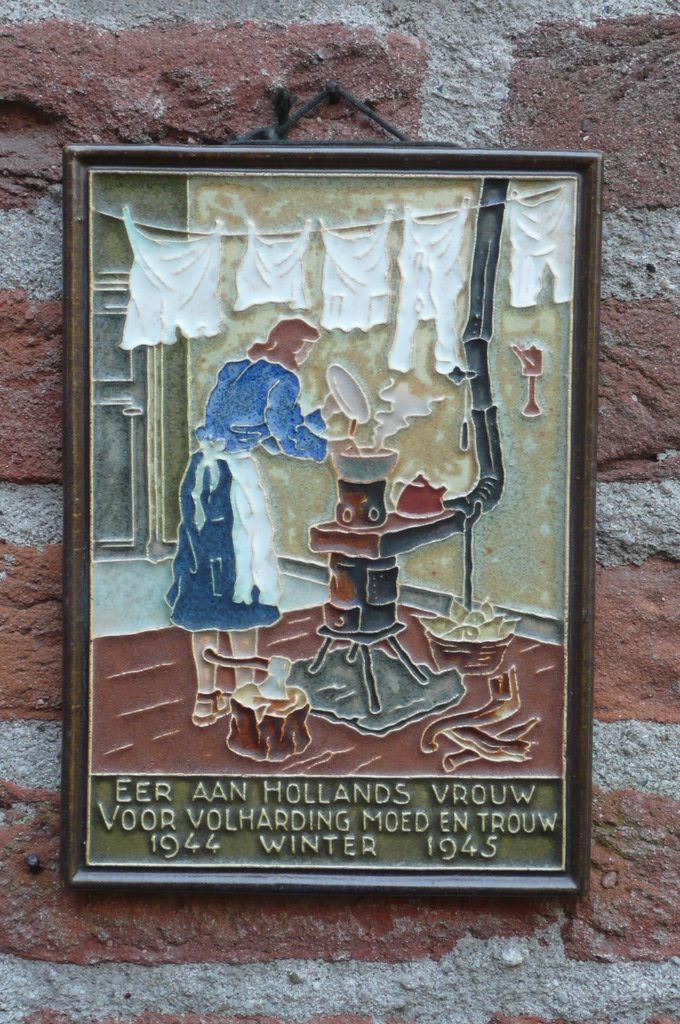
Gedenktegel gemaakt in cloisonné-techniek door De Porceleyne Fles na de Hongerwinter van 1944-1945
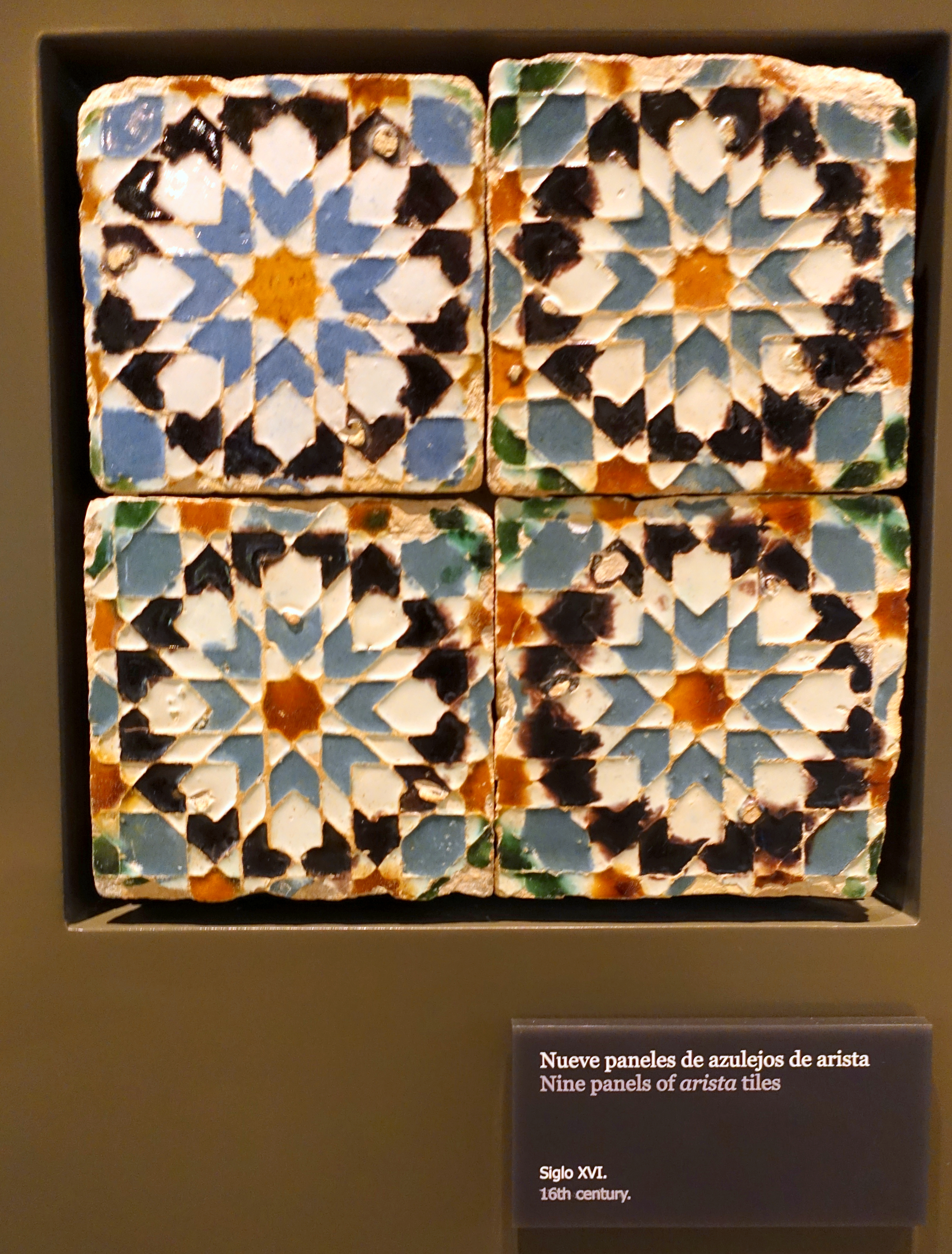
Tegeltableau met 'azulejos de arista' uit de 16e eeuw
Proefveld van het tegeltableau Vogels en Vissen van Maurits Escher